# Douvenhaus
Das Douvenhaus an der Ecke Kremerstraße/Altestadt in Düsseldorf war das im Jahre 1713 erbaute Wohnhaus des Hofmalers Jan Frans van Douven. Bei der Sprengung eines Blindgängers am Rheinwerft im Jahre 1943 wurde das Gebäude beschädigt und später abgebrochen. Das Gebäude galt nach Boris Becker als ein Beispiel für den „frühklassizistischen“ Stil in Düsseldorf. Nach Paul Sültenfuß war es „einst eines der vornehmsten Häuser, das die Zeit Johann Wilhelms im Jahre 1713 der Stadt geschenkt hat“. Auch Richard Klapheck führt das Gebäude auf. Dabei stellt er die frühere Feinheit des noch nicht angestrichenen Hauses dar.

## Geschichte
Das Eckhaus hieß im Jahre 1632 „Jonker Schöllers Haus“. Im Jahre 1634 wurde es bei der Explosion des Pulverturmes „ganz niedergeschlagen“. 1645 gehörte das Haus dem Freiherrn von Schöller, während die Eheleute Douven im Jahre 1705 mit der Pfarrkirche einen Vertrag wegen Tropfenfalls schloss. Im Jahre 1713 ließ Herzog Jan Wellem für seinen Hofmaler Jan Frans van Douven an dieser Stelle ein zweistöckiges Haus erbauen; dabei zeigte ein eingemauerter Anker noch das Baudatum an. Douven musste es jedoch hochverschuldet im Jahre 1740 verkaufen. Bei der Versteigerung gelangte das Haus in den Besitz des letztbietenden Ratsverwandten von Köln, Zumpütz, dem es für 3050 Rheintaler zugeschlagen wurde. Danach gelangte es in den Besitz der Familie von Leseque. Im Jahre 1816 verkauften es die Kinder von Gerhard von Leseque. Laut Ferber betrieb nach 1870 Peter Bornheim in dem Haus eine Bierbrauerei, sein Nachfolger als Eigentümer und Bierbrauer war Wilhelm Aschenbroich. Laut Rudi vom Endt bewirtete der Nachfolger „Goertze Karl“ in der Gastwirtschaft den Literaten Hermann Harry Schmitz und die Rosenkranzbruderschaft, die aus ihrem ursprünglichen Stammlokal, dem Rosenkränzchen im Gebäude Altestadt Nr. 1, Anfang der 1930er Jahre wegen Umbau zu einem Sudhaus, ausgezogen war.

## Baubeschreibung

### Äußeres
Nach Sültenfuß war es ein schlichtgegliedertes, fünfachsiges klassizistischer Backsteinbau, auf dessen dunkelroter Backsteinfläche die hellen Tür- und Fensterrahmen sich leuchtend abhoben. Die klargezeichneten großen Fensterrahmen und die gemeinsame Rahmenkomposition von Tür und dem darüberliegenden Fenster mit dem Segmentbogen und dem verbindenden Mittelstück zeigten ein geringes Relief.
In 1916 beschrieb Richard Klapheck das Haus wie folgend: „Das der Klosterkirche der Karmelitessen gegenüberliegende Douvenhaus an der Ecke der Krämerstraße atmet die gleiche Ruhe des holländischen Klassizismus. Es ist nur recht schade, daß der Bau später verputzt worden ist. Vor einigen Jahren konnte man den ursprünglichen Zustand wenigstens noch an der seitlichen Fassade sehen: die Ecken gequadert, den Sockel und die Fensterrahmen aus Haustein, den Grund sonst aus scharf gefugten Backsteinlagen. Der moderne Tünchermeister, der die Fensterrahmen dunkel angelegt hat, damit sie nicht bei ihrem geringen Relief auf dem nunmehr hellgrauen Grund verschwinden, hat aber den eigentlichen Witz der charakteristischen Fassadengliederung ganz und gar mißverstanden. Er hätte, wenn er schon die Backsteinflächen zu tünchen hatte, nicht allein die Eckverquaderung ebenfalls dunkel tönen müssen, nein, vor allem die Pilaster des Zwischenstückes über der Tür und unter dem darüber gelegenen Fenster im oberen Geschoß. Am besten hätte er das ganze Zwischenstück dunkel halten sollen. Denn der Reiz bestand doch gerade darin, daß die verkröpfte und nur wenig risalitartig vorspringende Türeinfassung mit dem besonders hervorgehobenen und eigens mit einem Flachgiebel geschmückten Mittelfenster eine zusammenfassende einheitliche Rahmenkomposition bildet. […]“

### Inneres
Das Haus hatte einen bis zum Hofe durchführenden Mittelflur, der hinten die zweiläufige Treppe enthielt; seitlich davon befand sich je ein mit einer reichen Stuckdecke geschmücktes Zimmer.

## Kunstgeschichtliche Bedeutung
Hans Vogts schreibt das Gebäude dem Klassizismus zu:

„Bemerkenswert ist der ausgesprochene Klassizismus dieser Düsseldorfer Baukunst vom Anfang des 18. Jahrhunderts, der jedenfalls von den italienischen Baumeistern des Hofes abhängt und wie in Holland und im Klevischen den Einfluss Palladios bekundet.“

Paul Sültenfuß beschreibt es als holländischen Klassizismus:

„Ebenso stattlich wie das Grupellohaus, aber ein ganz anderes Bild und ganz anderer Herkunft. Es redet dieselbe Sprache wie die gegenüberliegende Kapelle und das daran anstoßende Kloster der Karmelitessen, d.h. die des holländischen Klassizismus.“

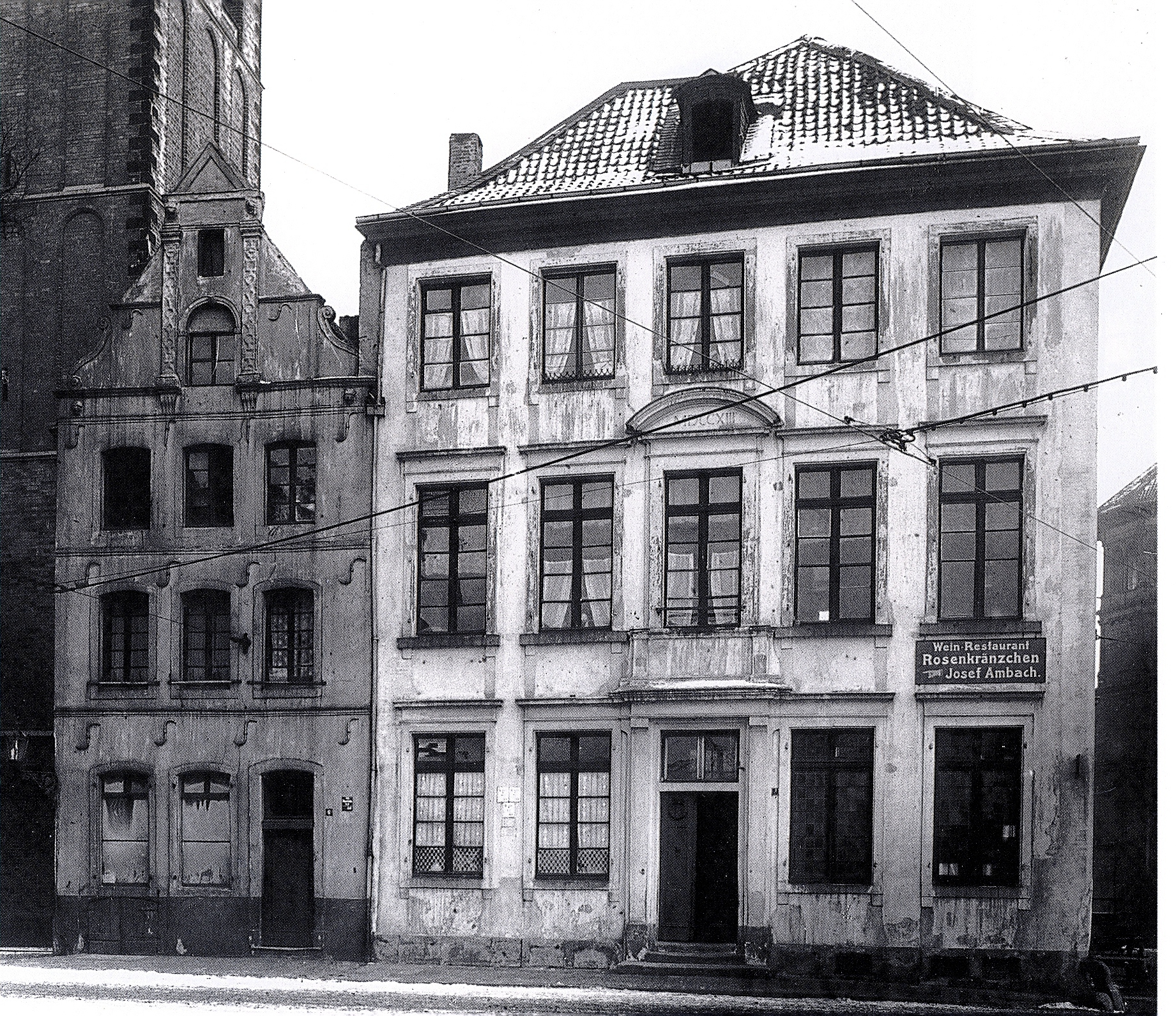
Haus „Zur Stadt Rom“ (links) und Douvenhaus (rechts)
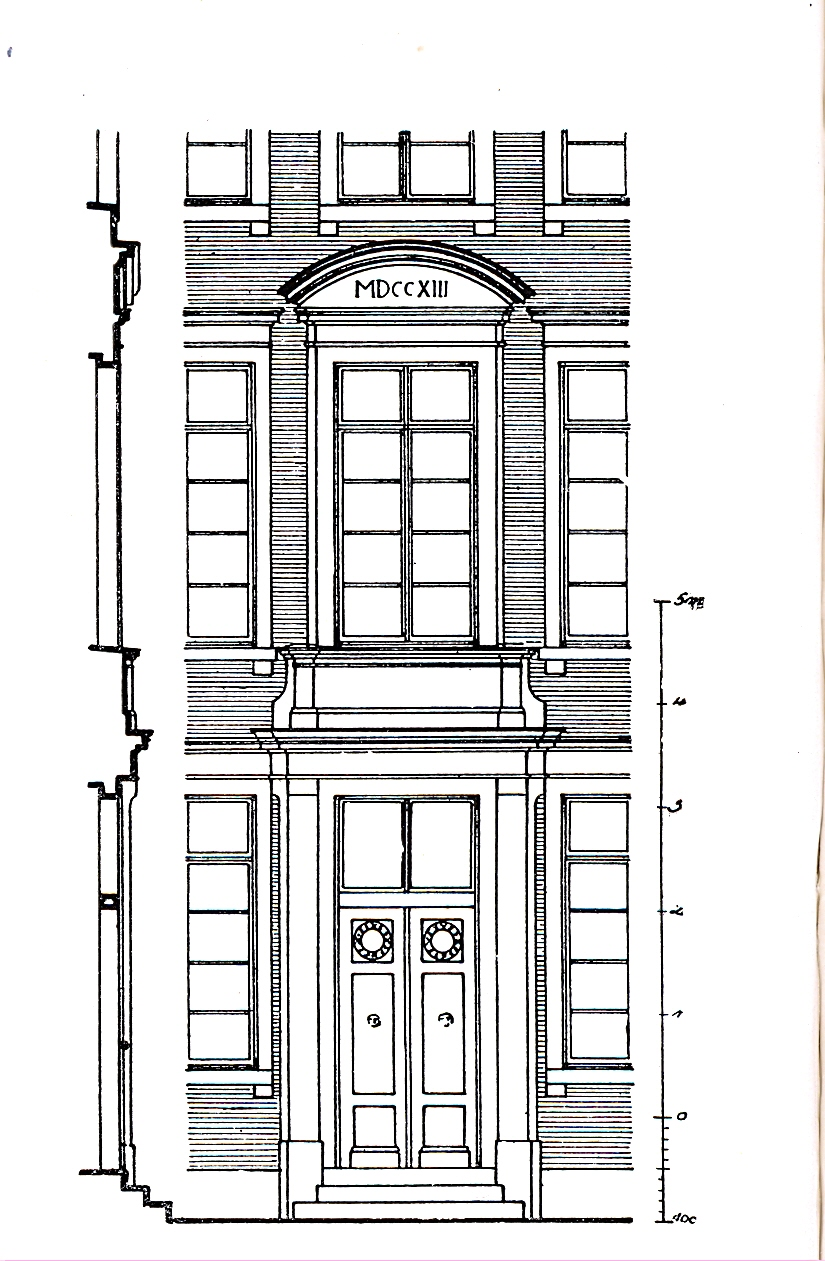
Douvenhaus Ecke Altestadt, Krämerstraße (frühklassizistisch), Detail Portal
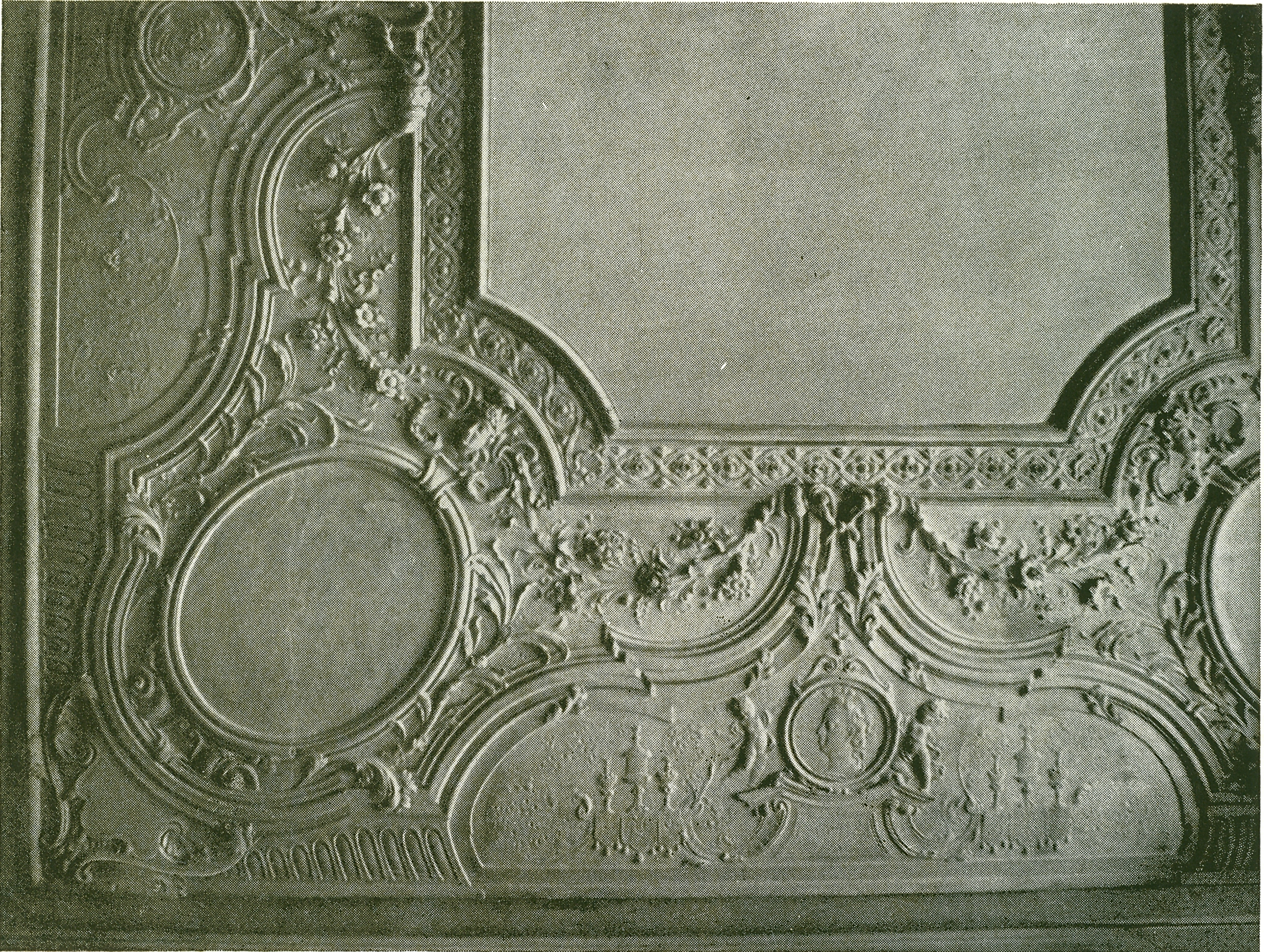
Douvenhaus, Stuckdekoration
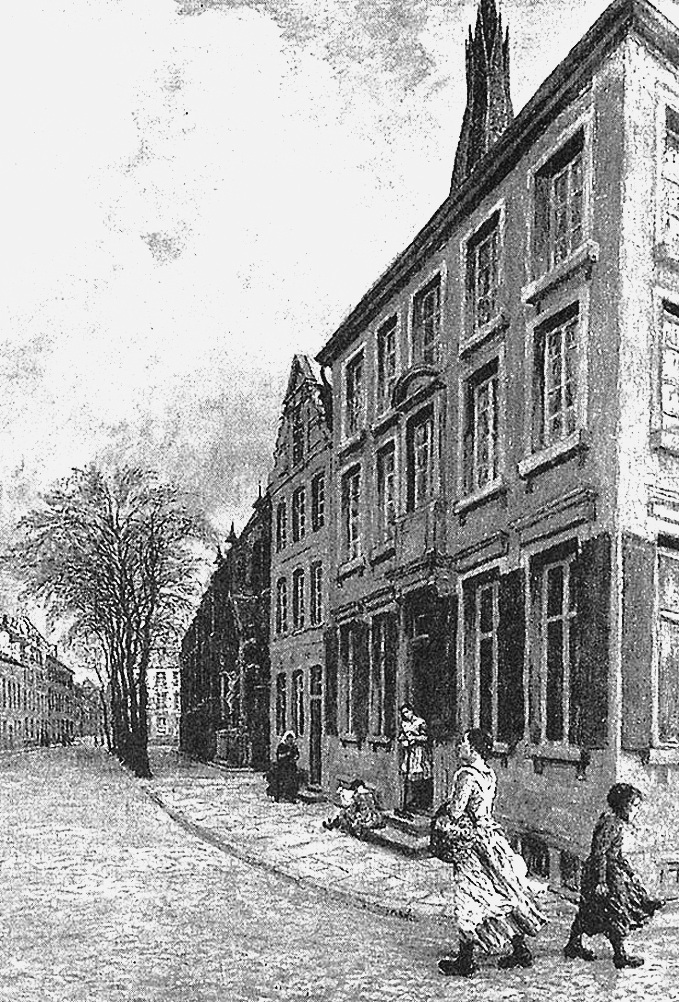
Haus "Zur Stadt Rom" (links) und Douvenhaus (rechts), Wilhelm Schreuer, vor 1933
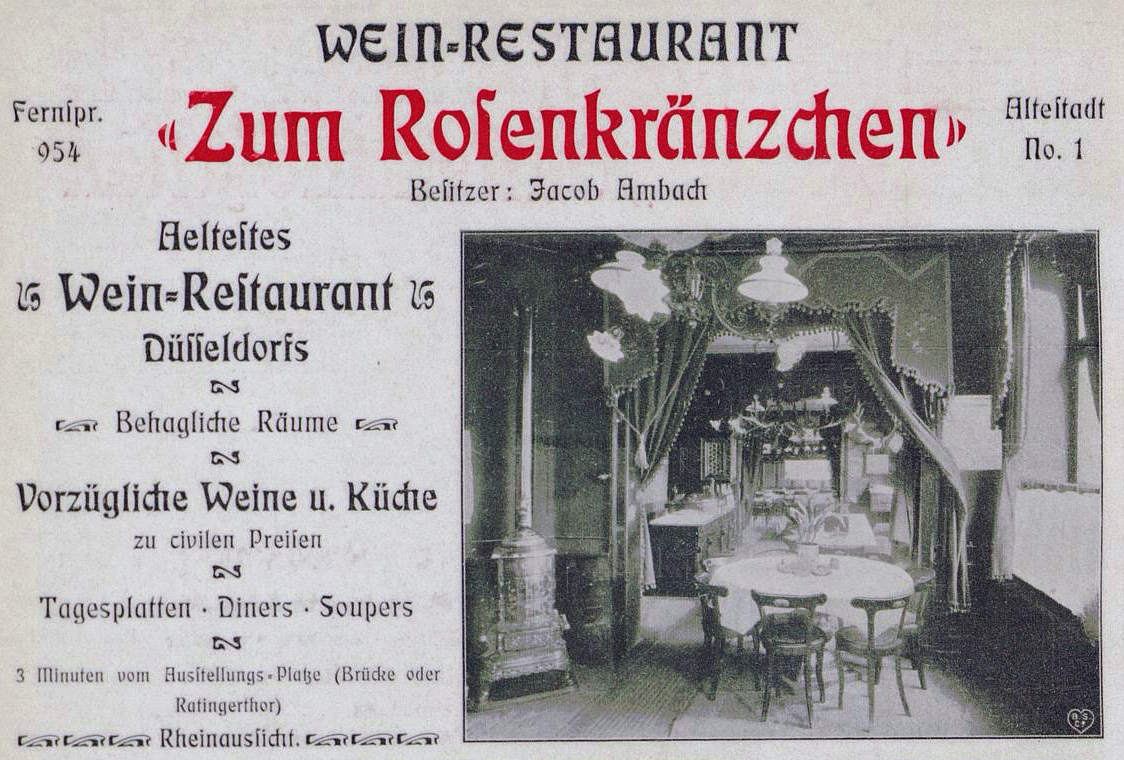
"Zum Rosenkränzchen", 1902